# Жан-Клод Лаво
Жан-Клод Лаво (фр. Jean-Claude Lavaud, 18 травня 1938, Орлеан — 6 березня 2011, Сессон-Севіньє) — французький футболіст, що грав на позиції півзахисника, зокрема за «Ренн» та національну збірну Франції. Також тренер.
Володар Кубка Франції. 

## Клубна кар'єра
У дорослому футболі дебютував 1956 року виступами за команду «Пантґен», в якій провів два сезони. 
Протягом 1958—1960 років захищав кольори алжирського «Хуссейн Дея», після чого перейшов до «Ренна». Відіграв за команду з Ренна наступні вісім сезонів своєї ігрової кар'єри. Більшість часу, проведеного у складі «Ренна», був основним гравцем команди.
Згодом з 1968 по 1972 рік грав за «Брест», «Ванн» та «Ніор», а завершував ігрову кар'єру у команді «Ансі», за яку виступав протягом 1972—1973 років.

## Виступи за збірну
1967 року провів свою єдину офіційну гру у складі національної збірної Франції.

## Кар'єра тренера
Граючи у 1972–1973 роках за «Ансі» був граючим тренером команди. Досвід тренерської роботи на професійному рівні обмежився цим клубом.
Помер 6 березня 2011 року на 73-му році життя в Сессон-Севіньє.
| Дата      | Місто | Господарі | Результат | Гості   | Турнір           | Голи | Примітки |
| --------- | ----- | --------- | --------- | ------- | ---------------- | ---- | -------- |
| 22-3-1967 | Париж | Франція   | 1 – 2     | Румунія | товариський матч | -    |          |
| Усього    |       | Матчів    | 1         |         | Голів            | 0    |          |

## Титули і досягнення
- Володар Кубка Франції (1):

«Ренн»: 1964-1965